# فیل هیث
فیل هیث با نام کامل فیلیپ جرارد هیث (به انگلیسی: Phil Heath) (متولد ۱۸ دسامبر ۱۹۷۹ در سیاتل ایالت واشینگتن) یک بدن‌ساز حرفه‌ای IFBB است و همچنین برای هفتمین سال متوالی در سال۲۰۱۷ قهرمان مستر المپیا شد. فیل با در دست داشتن ۷ قهرمانی مستر المپیا مشترکاً بهمراه ارنولد و بعد از لی هینی و رونی کلمن بعنوان دومین بدنساز پر افتخار در مسترالمپیا شناخته می‌شود.

## تاریخچه مسابقات
- ۲۰۰۳ تازه‌کاران ایالت کلرادو شمالی، نفر اول نیمه سنگین‌وزن و قهرمان قهرمانان
- ۲۰۰۳ ان.پی.سی. ایالت کلرادو، نفر اول نیمه سنگین‌وزن
- ۲۰۰۴ ان.پی.سی. ایالت کلرادو، نفر اول سنگین‌وزن و قهرمان قهرمانان
- ۲۰۰۵ ان.پی.سی. جونیور نشنالز، نفر اول سنگین‌وزن و قهرمان قهرمانان
- ۲۰۰۵ ان.پی.سی. قهرمانی آمریکا، نفر اول سنگین‌وزن و قهرمان قهرمانان
- ۲۰۰۶ قهرمانی حرفه‌ای کلرادو، نفر اول
- ۲۰۰۶ قهرمانی حرفه‌ای نیویورک، نفر اول
- ۲۰۰۶ بی.بی.سی. کلاسیک، نفر اول
- ۲۰۰۷ آرنولد کلاسیک، نفر پنجم
- ۲۰۰۸ مرد آهنین IFBB، نفر اول
- ۲۰۰۸ آرنولد کلاسیک، نفر دوم
- ۲۰۰۸ مستر المپیا، نفر سوم
- ۲۰۰۹ مستر المپیا، نفر پنجم
- ۲۰۱۰ آرنولد کلاسیک، نفر دوم
- ۲۰۱۰ مستر المپیا، نفر دوم
- ۲۰۱۱ شرو کلاسیک، نفر اول
- ۲۰۱۱ مستر المپیا، نفر اول
- ۲۰۱۲ مستر المپیا، نفر اول
- ۲۰۱۲ شرو کلاسیک، نفر اول
- ۲۰۱۳ مستر المپیا، نفر اول
- ۲۰۱۳‌ آرنولد کلاسیک اروپا، نفر اول
- ۲۰۱۴ مستر المپیا، نفر اول
- ۲۰۱۵ مستر المپیا، نفر اول
- ۲۰۱۶ مستر المپیا، نفر اول
- ۲۰۱۷ مستر المپیا، نفر اول
- ۲۰۱۸ مستر المپیا، نفر دوم
- ۲۰۲۰مستر المپیا، نفر سوم